# Graham Williamson
Graham Williamson (Harare, Zimbabue; 1932 - 12 de octubre de 2017) fue un cirujano dental, botánico zimbabuense; profesor de botánica en la Universidad de Zimbabue, muy reconocido por su especialización en la flora del centrosur de África, en especial de orquídeas.

## Biografía
De 1958 a 1961, trabajó como cirujano dental para las Asociaciones Dentales Matabeleland y Rhodesian; y de 1962 a 1975, en la práctica privada en Zambia, incluyendo actuar como dentista para el Gabinete del Pte. Kaunda. En 1976, se trasladó a Oranjemund, Namibia, cuando fue nombrado Oficial Superior Dental en la Corporación Anglo-Americana de Sudáfrica y enviado a la División Diamond.
En 1983, se retiró de la odontología para dedicarse a su interés de por vida en la botánica. Entusiasta de Orchidaceae, realizó colecciones generales y de orquídeas, tanto de Zambia como en Malaui, ya que a través de su trabajo de odontología, tenía acceso a muchas zonas inaccesibles de otro modo a otros coleccionistas. Se casó con su compañera de posgrado de la Universidad de Witwatersrand, Françoise Clerc y recogían con frecuencia plantas juntos.
Publicó dos libros, además de unos 50 artículos y contribuciones a libros con varios autores, en su mayoría sobre Orchidaceae. En 1986, se graduó de M.Sc. con una disertación sobre la flora de orquídeas de Zambia. Varias orquídeas del sur de África llevan su nombre incluyendo Cardiochilos williamsonii PJ Cribb, Habenaria williamsonii PJ Cribb y Stolzia williamsonii PJCribb. Colecciones originales se encuentran en un número de herbarios, últimamente en BOL donde es Investigador Asociado. Especímenes de líquenes también fueron depositados en la BM.

## Algunas publicaciones

### Libros
- 2000. Richtersveld, The Wilderness Enchanted: An Account of the Richtersveld. Ed. ilustr. de Umdaus Press, 258 pp. ISBN 1919766154, ISBN 9781919766157
- 1995. Swartkop Nature Reserve. Ed. CDM (Pty) Ltd. 24 pp.
- 1977. The orchids of South Central Africa (Orquídeas del Sur de África Central). Ed. ilustr. de D. McKay, 237 pp. ISBN 0679508287, ISBN 9780679508281

## Premios y reconocimientos
- 1981: medalla Harry Bolus, por la Sociedad Botánica de Sudáfrica

## Eponimia
Especies
- (Orchidaceae) Bunochilus williamsonii (D.L.Jones) D.L.Jones & M.A.Clem.[2]
- (Orchidaceae) Echioglossum williamsonii (Rchb.f.) Szlach.[3]
- (Orchidaceae) Oligochaetochilus williamsonii (D.L.Jones) Szlach.[4]